# 濱田保徳
濱田 保徳（はまだ やすのり、1957年（昭和32年）6月7日 - ）は、日本の政治家。元徳島県小松島市長（2期）。

## 経歴
徳島県美馬郡脇町（現・美馬市）の酪農家に生まれた。徳島県農業大学校卒業。
1978年、農家の濱田家の婿養子として小松島市櫛渕町に移り住んだ。原木椎茸の栽培を始め、1987年に菌床栽培に切り替えた。
1994年、櫛渕椎茸組合を設立。1997年、有限会社浜田農園を設立。2000年、株式会社化し株式会社浜田農園となる。2001年、サンマッシュ櫛渕協同組合を設立。2003年7月、同組合代表理事に就任。2007年、株式会社浜田農園社長を退任し、会長に就任。
2007年5月、小松島市議会議員に就任。2011年、再選。
2013年1月27日に行われた小松島市長選挙に立候補し初当選した。2013年2月3日に小松島市長就任に伴い、サンマッシュ櫛渕協同組合代表理事を辞任した。
2017年、無投票により再選。
2020年4月13日、一般廃棄物最終処分場を巡る対応などについて考えの違いが生じたとの理由で、副市長の孫田勤を解任した。4月15日、濱田が、市営競輪場の運営業務委託先の公募で、入札業者の採点結果の改ざんを職員に要求するような発言を内部の会議でしていたことが明らかとなった。共同通信が録音を入手し、浜田は「自分の発言で間違いない」と認めた。また、解任した孫田へのパワーハラスメントも指摘されていた。同年4月20日、市議会議長に辞職願を提出。市議会は同日の臨時会で同意し、4月30日付の辞職が決まった。